# Ralf Sonn
Ralf Sonn (født 17. januar 1967 i Wennheim) er en tysk tidligere højdespringer. Hans personlige rekorder lyder på 2,39 m indendørs, sat i Berlin 1991, samt 2,34 m udendørs, sat i Stuttgart 1993. Hans bedste internationale konkurrenceresultat er en bronzemedalje fra indendørs-EM i Genoa 1992.